# Briedeler Schweiz
Die Briedeler Schweiz ist ein felsiger, bewaldeter Steilhang (Prallhang) im „Zeller Hamm“ zwischen Briedel und Zell am rechten Ufer der Mosel in Rheinland-Pfalz.
Er hat eine Länge von etwa drei Kilometer und der Höhenunterschied vom Niveau der Mosel (90 m) bis zum Bumkopf (422 m) beträgt ca. 330 m. Das Gebiet ist überwiegend mit Laubwald bewachsen. Die Gemeinde Briedel hat schon um 1920 ca. 10 km Wanderwege und -pfade als Tourismusangebot angelegt. An den besonders markanten Aussichtspunkten Hindenburglay, Wilhelmshöhe und Schöne Aussicht wurden Schutzhütten mit Grillanlagen gebaut. Bei klarem Wetter geht die Aussicht nordwärts über 100 km bis zur Nürburg und zum Nürburgring in die Eifel.